# CHARMM
CHARMM (Chemistry at Harvard Macromolecular Mechanics) é um amplamente utilizado conjunto de campos de força para dinâmica molecular bem como o nome para o pacote de simulação dinâmica molecular e análise associado com eles. O Projeto de Desenvolvimento CHARMM envolve uma rede de desenvolvedores em todo o mundo a trabalhar com Martin Karplus e seu grupo em Harvard para desenvolver e manter o programa CHARMM. Licenças para este software estão disponíveis, mediante uma taxa, para as pessoas e grupos que trabalham na academia.